# Гольц, Ежи Вильгельм фон
Ежи (Георг) Вильгельм фон Гольц (пол. Jerzy Wilhelm von Goltz (vel Golcz); около 1720, Гольчево — 24 апреля 1767) — государственный и военный деятель Речи Посполитой, лидер протестантов Польши, прусский сепаратист, маршал Торуньской Конфедерации (март 1767), генерал-лейтенант польских коронных войск (1760). Подкоморий коронный, староста Тухольский и Толькмицкий.

## Биография
Из прусских дворян собственного герба Гольц. Лютеранин. С юности служил в пехотном полку имени королевича коронных войск Речи Посполитой. С 1748 года — полковник, шеф 2-го пехотного полка.
В 1750 году получил патент генерал-майора.
В 1757 командовал польским гарнизоном в Познани. Участник Семилетней войны.
В 1760 стал генерал-лейтенантом, командиром 2-го пехотного полка.
В 1763 году был посланником короля Польского и великого князя Литовского Августа III Саксонского в Берлине.
В 1764 - комендант Эльблонга.
Будучи сторонником лютеранства и отделения Королевской Пруссии от Речи Посполитой, в 1764 году поддержал избрание на королевский престол ставленника императрицы Екатерины II и короля Пруссии Фридриха II — Станислава Августа Понятовского.
Выступал противником реформ строя Речи Посполитой партии Чарторыйских, целью которых было исправление центральной королевской власти и окончание анархии, возникающей из-за злоупотребления «шляхетской вольностью»; например, ликвидация Liberum veto в сейме.
Когда польские епископы выступили против решения Диссидентского вопроса и допуска христианских некатолических представителей в Палату депутатов и сенаторов Речи Посполитой, опубликовал резкий манифест протеста.
Отказ от решения Диссидентского вопроса стал причиной и поводом для вмешательства России и Пруссии во внутренние дела Польского государства.
При поддержке русской армии Екатерины II, 20 марта 1767 года была созвана Торуньская конфедерация протестантской шляхты Короны Королевства Польского. Ежи Гольц был избран маршалком конфедерации. Деятельность конфедерация была направлена на равенство религиозных общин в Польском государстве.
Преждевременная смерть Гольца прервала его деятельность на пользу Российской империи, которую продолжили братья, генералы Коронных Войск Генрик и Станислав Август фон Гольцы.

## Награды
- Орден Святого Александра Невского (1760)[2].